# E2F
E2Fは、高等真核生物で転写因子ファミリーをコードする遺伝子ファミリーである。そのうち3つはアクチベーターであり（E2F1、E2F2、E2F3a）、他の6つはリプレッサーである（E2F3b、E2F4、E2F5、E2F6、E2F7、E2F8）。哺乳類の細胞でこれらは全て、細胞周期の調節とDNA合成に関与している。E2Fは転写因子として、標的プロモーター配列のTTTCCCGCコンセンサス配列（とそのバリエーション）に結合する。

## E2Fファミリー
E2Fファミリーのメンバーのアミノ酸配列（N末端が左、C末端が右）、各メンバーの機能ドメインの相対的な位置関係の模式図を示す。
| ファミリーのメンバー | 凡例 |
| -------------------- | --- |
|                      | - cyc A - サイクリンA結合ドメイン - DNA - DNA結合ドメイン - DP1,2 - DP1、2との二量体化ドメイン - TA - 転写活性化ドメイン - PB - ポケットタンパク質結合ドメイン |

## 構造
E2Fファミリーの転写因子はウィングドヘリックス転写因子のDNA結合モチーフと類似したフォールドを持つことがX線結晶構造解析によって示されている。

## 細胞周期における役割

アポトーシスに関与するシグナル伝達経路の概要

E2Fファミリーのメンバーは哺乳類と植物の細胞周期において、G1/S期の移行に大きな役割を果たす（KEGG cell cycle pathwayを参照）。DNAマイクロアレイ解析の結果からは、E2Fファミリーのメンバー間では標的となるプロモーターのセットが異なっていることが明らかにされており、各タンパク質が細胞周期において独自の役割を果たしていることが示唆されている。E2Fの転写標的としては、サイクリン、CDK、細胞周期チェックポイント調節因子、DNA修復・複製タンパク質などが挙げられる。一方で、ファミリーメンバーの間には高い冗長性があり、E2F1、E2F2、そしてE2F3のアイソフォームの1つを欠くマウスの胚は、E2F3aまたはE2F3bのいずれかを発現させることで正常に成長する。
E2Fファミリーは、機能によって転写アクチベーターとリプレッサーの2つのグループに大別される。E2F1、E2F2、E2F3aなどのアクチベーターは細胞周期の進行を促進・補助し、リプレッサーは細胞周期を阻害する。一方で、どちらのタイプのE2Fも類似したドメインを持っている。E2F1–6はDP1,2ヘテロ二量化ドメインを持ち、E2Fとは遠い関係にあるタンパク質、DP1、DP2と結合することができる。DP1またはDP2と結合することで第2のDNA結合部位が存在することとなり、E2Fの結合安定性は向上する。ほとんどのE2Fは、ポケットタンパク質結合ドメインを持っている。Rbタンパク質（pRB）やその関連タンパク質であるp107やp130などのポケットタンパク質は、低リン酸化状態でE2Fに結合することができる。アクチベーター型のE2Fでは、E2FとpRBの結合は転写活性化を担うトランスアクチベーションドメインを覆い隠すことが示されている。リプレッサー型のE2F4とE2F5では、ポケットタンパク質の結合（pRBよりもp107とp130が多い）は標的遺伝子をサイレンシングする抑制複合体のリクルートを媒介する。E2F6、E2F7、E2F8はポケットタンパク質結合部位を持たず、その遺伝子サイレンシングの機構は未解明である。CDK4/6-サイクリンDやCDK2-サイクリンEはpRBや関連するポケットタンパク質をリン酸化し、E2Fから解離させる。その結果、アクチベーター型のE2Fタンパク質はS期を促進する遺伝子を転写することができるようになる。REF52細胞では、アクチベーターE2F1の過剰発現によって、静止期の細胞をS期に移行させることができる。リプレッサー型のE2F4とE2F5は細胞の増殖には影響を与えないが、細胞周期のG1期での停止を媒介する。
E2Fアクチベーターのレベルは周期的であり、G1/S期に発現は最大となる。対照的にE2Fリプレッサーの発現は一定であり、特に静止期の細胞で発現していることが多い。具体的には、マウスではE2F5は終末分化した細胞でのみ発現している。リプレッサー型とアクチベーター型のE2Fの間でのバランスによって、細胞周期の進行は調節されている。アクチベーター型のE2Fファミリータンパク質がノックアウトされた場合には、リプレッサー型のE2Fが活性化されて要的遺伝子を阻害する。

## 転写標的
- 細胞周期: CCNA1、CCNA2、CCND1、CCND2、CDK2、MYB（英語版）、 E2F1（英語版）、E2F2（英語版）、E2F3（英語版）、TFDP1（英語版）、CDC25A（英語版）
- 負の調節因子: E2F7（英語版）、RB1、TP107（英語版）、TP21
- 細胞周期チェックポイント: TP53、BRCA1、BRCA2、BUB1
- アポトーシス: TP73（英語版）、APAF1、CASP3、CASP7（英語版）、CASP8、MAP3K5、MAP3K14（英語版）
- ヌクレオチド合成: チミジンキナーゼ（tk）、チミジル酸シンターゼ（英語版）（ts）、DHFR
- DNA修復: BARD1（英語版）、RAD51、UNG（英語版）1,2、FANCA（英語版）、FANCC（英語版）、FANCJ
- DNA複製: PCNA、ヒストンH2A、DNAポリメラーゼα（英語版）、DNAポリメラーゼδ（英語版）、RPA1（英語版）、RPA2（英語版）、RPA3（英語版）、CDC6（英語版）、MCM2、MCM3（英語版）、MCM4（英語版）、MCM5（英語版）、MCM6（英語版）、MCM7（英語版）